# Jesús Castro (urugwajski piłkarz)
Jesús Castro – piłkarz urugwajski, pomocnik.
Jako piłkarz klubu Sud América Montevideo wziął udział w turnieju Copa América 1957, gdzie Urugwaj zajął czwarte miejsce. Castro zagrał tylko w meczu z Kolumbią.